# مجلة الشعب (الكويت)
مجلة الشعب هي مجلة اجتماعية سياسية ثقافية صُدرت في الكويت وكان عددها الأول في تاريخ 5 ديسمبر 1957م وصدر منها 62 عدداً. ترأس تحريرها خالد خلف وكان سكرتير التحرير يعقوب عبد العزيز الرشيد، كان عدد صفحاتها عند إنشائها 8 صفحات.
على الرغم من أن مجلة الشعب لم تعش أكثر من عام وبعض عام، إذ صدر عددها الأول في 5 ديسمبر 1957م في الكويت فإنها تعد أهم صحيفة صدرت في الخمسينيات، لمستواها الفني وتكامل أبوابها التي حاولت بكثير من النجاح أن تحقق التوازن بين وظائف المجلة الأسبوعية والجريدة اليومية، كما حاولت أيضاً أن تمزج الاهتمام بالسياسة الخارجية وبالأمور المحلية ولم يطغ كله على اهتمامها بالأدب والثقافة.

## صدور مجلة الشعب
قد صدرت مجلة الشعب في نفس المناخ الذي شهدته مجلة الايمان ومجلة الفجر من قبل، وهو مرحلة المد القومي، وتطلع الشعب العربي في مختلف أقاليمه إلى استكمال الحرية والتقدم.
وكانت احياناً بإشراف ناجي علوش.

## أبواب المجلة
في البداية طغت المواد السياسية والأخبارية على صفحات المجلة التي لم تكن تتجاوز عند إنشائها ثماني صفحات، ولكنها بعد ذلك اهتمت بالمرأة في باب (نصفنا الحلو) وإن لم تحرص عليه دائماً، كما بدأ الاهتمام بالأدب تحت عنوان (صفحة الشعب الأدبية) وكانت هذه الصفحة تقوم على ردود للبريد الأدبي، وقصائد مختارة لشعراء هم في غالبتهم من أصحاب الاتجاهات الجديدة كالسياب مثلاً، كما نشرت المجلة سلسلة من تلخيصات الكتب (في محتلف الفنون) تحت عنوان (قراءات الشعب). وكان عبد الرزاق البصير يكتب في هذا الركن احياناً، كما كتبه الدكتور أحمد الخطيب وخالد خلف نفسه في احيان أخرى.
وفي هذه الكتب التي كان يعرض لها هذا الجزء من المجلة تجاور الاهتمام بالأدب والاهتمام بالدعوة القومية.

## انضمام أولرسام كاريكاتير
في عدد 23 يناير 1958م من الشعب جاء هذا الخبر:
. وعلى الرغم من أن أحمد النفيسي لم يظهر له جهد واضح في المجلة بعد هذه التقدمة، فيمكن اعتباره أول رسام (كاريكاتير) رسم من الكويت وتعتبر الشعب أول من أعطاه هذه الفرصة.

## توقف المجلة
يقول الدكتور محمد حسن عبدالله في كتاب الحركة الأدبية والفكرية في الكويت:
قد توقفت (الشعب) كما توقفت مجلة الفجر وحين نذكر المستوى الفني الذي بلغته كل منهما يجب أن نذكر ما ترتب عليه من الأعباء المالية، ولكننا لا نجرح أن الخسائر المادية كانت وراء توقفهما، ونرى أن قانون المطبوعات الذي اشترط تفرغ رئيس التحرير مثل عائقاً خطيراً في تلك المرحلة من تاريخ الصحافة في الكويت، إذ من الصعب (والقاعدة القارئة المحدودة) والحكومة لا تقدم شيئاً من العون بل هي بالأحرى موضع نقد رئيس التحرير، ونضيف إلى ذلك ما جاء في (الموسوعة الكويتية) إذ تقول: اغلقت جميع الأندية في 3 فبراير 1959م وشمل ذلك تعطيل جميع الصحف في الكويت، وقد مهد لذلك التعطيل ببيان موجه من أمير البلاد آنذاك الشيخ عبدالله السالم المح فيه إلى ان الحرية والديمقراطية المتوفرة قد استغلت أسوأ استغلال، لدرجة التطاول على ذات الأمير وقد سمح بعد ثلاث سنوات بإصدار الصحف وفتح الأندية.